# Бързи и яростни 7
„Бързи и яростни 7“  (на английски: Furious 7) е американски криминален екшън от 2015 г., част от поредицата Бързи и яростни, режисиран от Джеймс Уан. Във филма участват Вин Дизел, Пол Уокър, Дуейн Джонсън, Мишел Родригес, Джордана Брустър, Тайрийз Гибсън, Лудакрис, Лукас Блек и Джейсън Стейтъм. Това е последната роля на актьора Пол Уокър, който загива трагично в автомобилна катастрофа в градчето Санта Кларита на 30 ноември 2013 г.

## Сюжет
След като обезвредиха своя враг Оуен Шоу в предишната част на поредицата Бързи и яростни 6, Доминик Торето, Брайън О'Конър и останалите от екипа вече могат да заживеят отново в Съединените американски щати, но друга опасност е надвиснала над спокойния им живот. Сюжетът на филма се развива около отмъщението, което Декард Шоу, изигран от Джейсън Стейтъм, ще търси, заради всичко сторено на по-малкия му брат. В тази част ще стане ясно за смъртта на един от главните герои – Хан, за която екипът ще се опита да отмъсти на тези, които са я причинили!

## Актьорски състав
- Вин Дизел като Доминик Торето (съпруг на Лети, брат на Мия, най-добър приятел на Брайън) – Доминик е главният герой. Той вярва, че приятелите са му семейство. След работата в Лондон, Доминик и екипа му получават амнистия и се връщат в САЩ. Дом се опитва да възстанови спомените на Лети, която има амнезия като я води на улично състезание организирано от Хектор и като я води на гроба и. Когато разбира, че Хан е убит, събира екипа си наново, за да отмъсти на Декард Шоу за смъртта на Хан. За да победи Декард обаче му е нужна помощ. Г-н Никой му предлага тази помощ в замяна на „Окото на Бог“ – устройство което може да открие всеки човек на Земята.
- Пол Уокър като Брайън О'Конър (съпруг на Мия от която има син на име Джак, най-добър приятел на Доминик, приятел на Роман от детските си години) – След работата в Лондон, Брайън се опитва да свикне със семейния живот и се опитва да бъде добър баща на сина си Джак, но му липсват куршумите и опасният живот. След като Хан умира, Брайън взима участие в екипа на Дом. На края на филма той и Дом поемат по различни пътища, но въпреки това си остават приятели.
- Джейсън Стейтъм като Декард Шоу (по-големият брат на Оуен Шоу) – Декард е главният злодей. Иска да отмъсти на Дом и неговия екип заради това което те са причинили на брат му в Лондон. Той е виновен за смъртта на Хан. Съюзява се с Джаканде и му помага да опази „Окото на Бог“.
- Мишел Родригес като Лети Ортиз (съпруга на Дом, приятелка на Мия) – След като се връщат в САЩ, Дом се опитва да възстанови спомените и. Лети е част от екипа на Дом.
- Тайрийз Гибсън като Роман Пиърс (приятел на Брайън от детските си години) – Част от екипа на Дом. Той е дивата карта. Той е душата на компанията и затова негова задача е да баламосва гостите на партито в Абу Даби докато екипа на Дом си свършат работата. Често влиза в конфликти с Тедж за глупости. Изглежда, че си харесва Рамзи. Хобс го бъзика заради голямото му чело.
- Лудакрис като Тедж Паркър (приятел на Брайън от Маями) – Част от екипа на Дом. Тедж е механик и техник. Хакера на екипа. Партнира си с Рамзи. Изглежда, че той си харесва Рамзи.
- Натали Емануел като Меган Рамзи (хакер, създава „Окото на Бог“) – Тя е пленена от Джаканде. Дом и екипа му я спасяват, за да намерят „Окото на Бог“. Тя им обяснява, че го е изпратила на приятеля си Зафар който се намира в Абу Даби. Зафар и обяснява, че скритото „Око на Бог“ се пази на много строго от един милиардер в Абу Даби. Рамзи си партнира с Тедж. Впоследствие тя унищожава „Окото на Бог“. Изглежда, че тя си харесва Тедж.
- Дуейн Джонсън – Скалата като Люк Хобс (агент от DSS, приятел на Дом) – След като вижда Декард Шоу в офиса си, Хобс се сбива с него. (Важно е да се отбележи, че в битката Дуейн Джонсън прави своят финален ход от кеча „Натискът на Скалата“ на Джейсън Стейтъм върху стъклена маса.) Хобс взима надмощие в битката, но Декард предизвиква експлозия, която вкарва Хобс в болницата. В болницата се разбира, че Хобс има дъщеря. Когато вижда по телевизията разрухата в Лос Анджелис той решава, че Дом и екипа му имат нужда от него и излиза от болницата. Той помага на Дом да разбие дрона и хеликоптера на Джаканде.
- Джордана Брустър като Мия Торето (съпруга на Брайън от която има син на име Джак, сестра на Доминик, приятелка на Лети) – В този филм се разбира, че Мия чака второ дете от Брайън, но тя се страхува да му го каже, защото усеща че семейният живот кара Брайън да се чувства като затворник.
- Кърт Ръсел като Франк Пети. Представя се пред Дом като г-н Никой – Франк предлага помощ на Дом в залавянето на Декард Шоу в замяна на „Окото на Бог“. Прострелян е.
- Елза Патаки като Елена Невес (бивше гадже на Дом, подчинена на Хобс)
- Лукас Блек като Шон Босуел – След състезанието с Дом от края на „Бързи и яростни: Токио дрифт“ Шон дава на Дом пакет с това което са намерили на мястото на смъртта на Хан.
- Тони Джа като Киет (подчинен на Джаканде)
- Джимон Хонсу като Джаканде – Съюзява се с Декард Шоу, за да опази „Окото на Бог“ от Дом и екипа му. Хобс го убива.
- Ронда Роузи като Кара (охрана на партито в Абу Даби) – Сбива се с Лети на партито в Абу Даби.
- Noel Gugliemi се завръща в ролята на Хектор от първия филм. Хектор е организатор на улични състезания.
- Джон Брадъртън като Шепард (дясната ръка на г-н Никой).
- Али Фазал като Зафар (приятел на Рамзи) – След като Рамзи си иска скритото „Око на Бог“, Зафар вкарва Дом и екипа му на партито в Абу Даби.

## Премиера
Филмът излиза по кината на 3 април 2015 г.